# Sachsenpokal

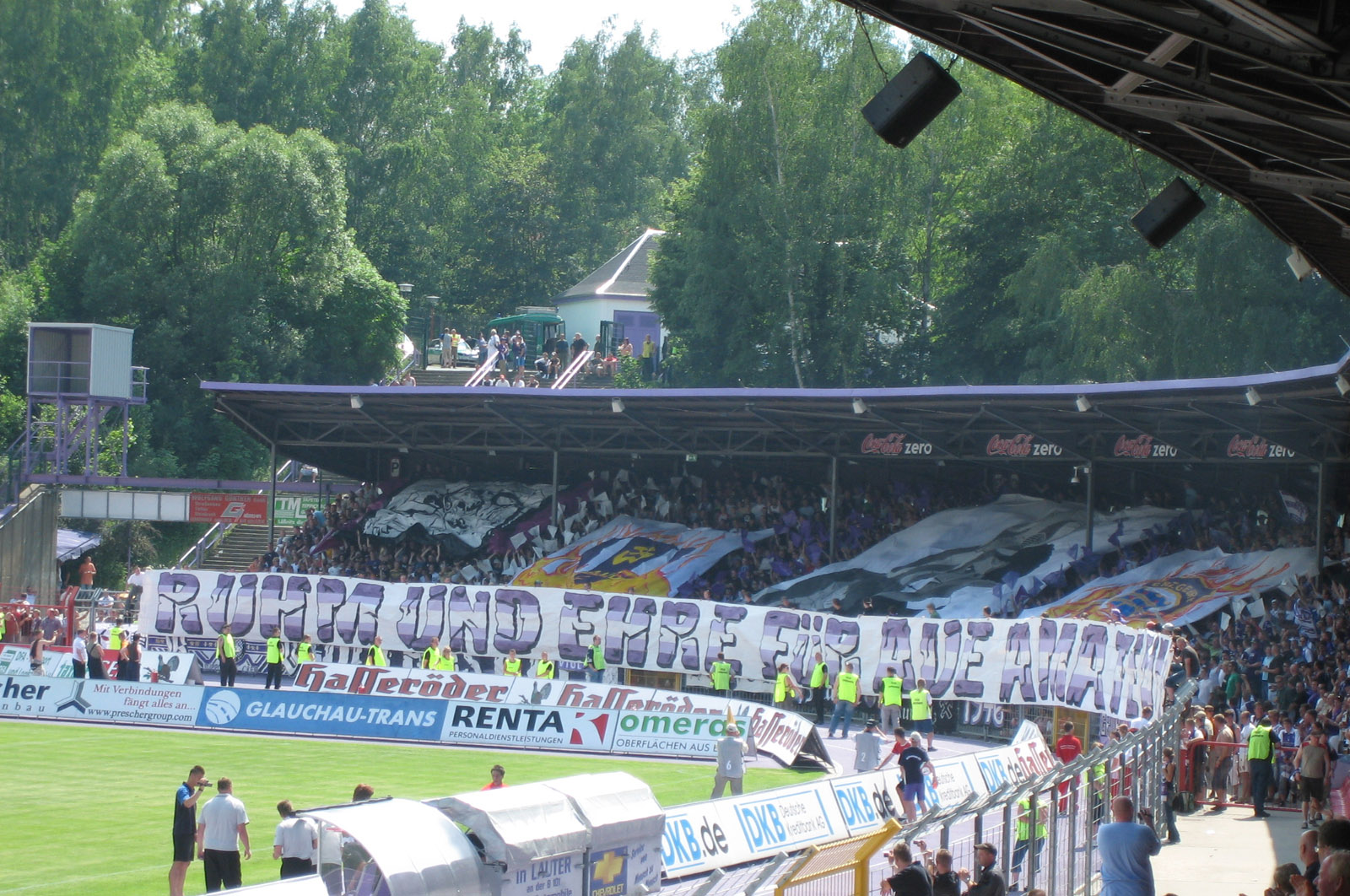
Tribunes bij de finale van de Sachsenpokal in 2007.

De Sachsenpokal is een Duits voetbaltoernooi voor clubs uit de deelstaat Sachsen die in de Regionalliga (3de klasse),Oberliga (4de klasse) of de Landesliga Sachsen (5de klasse) spelen. Er spelen maximaal 32 teams mee in een knock-outsysteem. De winnaar mag het volgende jaar meteen in de 1ste ronde van de DFB-Pokal starten. 

## Winnaars
| Datum         | Stadion                                | Winnaar               | Runner-up               | Uitslag  | Toeschouwers |
| ------------- | -------------------------------------- | --------------------- | ----------------------- | -------- | ------------ |
| 1 juni 1991   | Limbach- Oberfrohna                    | SpVgg Zschopau        | Wismut Aue II           | 4:1      |              |
| 1992          |                                        | Bischofswerdaer FV 08 | FSV Hoyerswerda         | 2:0      |              |
| 2 juni 1993   | Alfred-Kunze-Sportpark Leipzig         | FC Sachsen Leipzig    | Dresdner SC             | 2:0      | 2070         |
| 25 mei 1994   | Alfred-Kunze-Sportpark Leipzig         | FC Sachsen Leipzig    | VFC Plauen              | 2:1      | 2400         |
| 7 juni 1995   | Alfred-Kunze-Sportpark Leipzig         | FC Sachsen Leipzig    | 1. FC Dynamo Dresden II | 2:0      | 1.800        |
| 1996          |                                        | VfB Leipzig II        | Chemnitzer FC II        |          |              |
| 7 mei 1997    | Stadion an der Gellertstraße Chemnitz  | Chemnitzer FC         | Dresdner SC             | 3:0      | 3.002        |
| 16 mei 1998   | Stadion an der Gellertstrasse Chemnitz | Chemnitzer FC         | FC Erzgebirge Aue       | 5:4 n.p. | 7.300        |
| 1999          | Vogtlandstadion Plauen                 | VFC Plauen            | FC Erzgebirge Aue       | 4:3 n.p. | 8.000        |
| 28 mei 2000   | Erzgebirgsstadion Aue                  | FC Erzgebirge Aue     | VfB Leipzig             | 5:3 n.p. | 7.500        |
| 16 mei 2001   | Westsachsenstadion Zwickau             | FC Erzgebirge Aue     | FSV Zwickau             | 3:1      | 6.691        |
| 31 mei 2002   | Westsachsenstadion Zwickau             | FC Erzgebirge Aue     | FSV Zwickau             | 6:5 n.p. | 7.519        |
| 10 mei 2003   | Vogtlandstadion Plauen                 | 1. FC Dynamo Dresden  | VFC Plauen              | 3:2      | 10.400       |
| 28 april 2004 | Vogtlandstadion Plauen                 | VFC Plauen            | Dynamo Dresden          | 1:0      | 8.649        |
| 4 mei 2005    | Zentralstadion Leipzig                 | FC Sachsen Leipzig    | Chemnitzer FC           | 2:1 n.v. | 8.592        |
| 3 juni 2006   | Vogtlandstadion Plauen                 | Chemnitzer FC         | VFC Plauen              | 1:0      | 4.148        |

## Aantal zeges
- 4 zeges: FC Sachsen Leipzig
- 3 zeges: FC Erzgebirge Aue, Chemnitzer FC
- 2 zeges: VFC Plauen
- 1 zege: Dynamo Dresden, VfB Leipzig, SpVgg Zschopau, Fv Bischofswerda